# Gao Jicai
Gao Jicai (chino= 高基才), es un actor chino.

## Biografía
Estudió en el Zhejiang Vocational Academy of Art.

## Carrera
En 2015 se unió al elenco recurrente de la serie Legend of Ban Shu (班淑传奇) donde interpretó a Zhu Ding, el hijo del glorioso gran maestro Zhu Mingtang (Qiu Xinzhi).
En abril del 2018 se unió al elenco de la serie Cinderella Chef donde dio vida a He Zhongbao, un miembro de la Fortaleza del Viento Negro.
En 2020 apareció como invitado en la serie Love of Thousand Years (también conocida como "The Killing of Three Thousand Crows") donde interpretó al 2.º. Príncipe del Reino Li.
Ese mismo año se unirá al elenco recurrente de la serie Dance of the Phoenix (且听凤鸣, previamente conocida como "Douluo Continent" (斗罗大陆)) donde dará vida a Xuan Yi.

## Filmografía

### Series de televisión
| Año             | Título                                         | Personaje                  | Notas        |
| --------------- | ---------------------------------------------- | -------------------------- | ------------ |
| 2022 - presente | No Marriage (不婚)                             | 金枫                       |              |
| 2021 - presente | Ling Long Lang Xin (玲珑狼心)                  | Yan Yu                     |              |
| 2020 - presente | Moli (茉莉)                                    | 高洋                       |              |
| 2020 - presente | Dance of the Phoenix (且听凤鸣)                | Xuan Yi                    |              |
| 2020 - presente | Hero (英雄烈)                                  | Liang Jiyao                |              |
| 2020            | Love of Thousand Years (三千鸦杀)              | 2.º. Príncipe de Li        |              |
| 2019            | The Romance of Hua Rong                        | Zhao Yuanming              |              |
| 2019            | Emperors and Me (众王驾到)                     | Emperador Guo Yan          | 24 episodios |
| 2018            | Cinderella Chef                                | He Zhongbao                |              |
| 2016            | Great Mother (母爱如山)                        | 王卓                       |              |
| 2015            | Legend of Ban Shu (班淑传奇)                   | Zhu Ding                   |              |
| 2015            | The Legend of Xiao Zhuang (大玉儿传奇)         | Fu Lin / Emperador Shunzhi |              |
| 2014            | Cosmetology High (美人制造)                    | Li Dan                     | ep. #2       |
| 2014            | Red Euphorbia Milii (虎刺红)                   | -                          |              |
| 2014            | Spin Fighters / Top Plate (最强魔幻陀螺)       | 江敏浩                     |              |
| 2014            | Heroes of Sui and Tang Dynasties 4 (隋唐英雄4) | Li Yin                     |              |
| 2014            | 八十八家房客                                   | -                          |              |
| 2012            | Heroes of Sui and Tang Dynasties (隋唐英雄)    | Li Yin                     |              |

### Películas
| Año  | Título                                   | Personaje | Notas                                                   |
| ---- | ---------------------------------------- | --------- | ------------------------------------------------------- |
| 2016 | The Eight Immortals in School (仙班校园) | Lan Caihe | junto a Wu Yue, Li Mengmeng, Jing Gangshan y Bao Bei'er |

### Programas de televisión
| Año  | Título                                | Notas |
| ---- | ------------------------------------- | ----- |
| 2015 | Comedy Class of Spring (喜剧班的春天) |       |